# Hội văn học Goncourt
Hội văn học Goncourt (tiếng Pháp: Académie Goncourt) là một hội văn học được thành lập năm 1900, theo ý nguyện của Edmond de Goncourt (1822-1896) ghi trong Di chúc tự tay viết được nộp cho công chứng viên Maître Duplan ngày 7.5.1892. Ý nguyện trong đó ông kết hợp với người em đã qua đời trước đây - Jules de Goncourt (1830-1870) - hai anh em đã quyết định từ năm 1862 sẽ để lại những kỷ niệm và một Hội văn học mang tên của họ nhằm mục đích là tuyển chọn và trao một giải thưởng hàng năm cho «một tác phẩm văn xuôi xuất sắc xuất hiện trong năm». Chúc thư cũng ghi các khoản phụ cấp hậu hĩ cho mỗi hội viên của hội.
Tuy nhiên hiện nay Giải Goncourt không phải là giải duy nhất của hội, mà còn có thêm các Giải Goncourt cho thơ, Giải Goncourt cho truyện ngắn, Giải Goncourt cho tiểu sử, Giải Goncourt cho tiểu thuyết đầu tay và Giải Goncourt cho tuổi trẻ.

## Lịch sử
Hai anh em Goncourt lãnh khoản niên kim là 5,000 francs bằng vàng (tương đương 30,000 euro) sau khi bà mẹ qua đời năm 1848; họ có thể sống thoải mái bằng ngòi bút của mình, trái với đa số nhà văn Pháp ở thế kỷ 19 phải xoay sang viết loại văn tiêu thụ mới có thể nuôi được gia đình (như viết kịch đường phố, kịch vui hoặc viết tiểu thuyết đăng báo hàng ngày), nếu không thì phải sống nghèo khổ như Baudelaire, Gérard de Nerval.
Năm 1862, họ quyết định rằng sau khi họ qua đời, tài sản của họ sẽ được bán lấy vốn gửi ngân hàng, và tiền lãi của khoản vốn gửi sẽ được dùng cho "hội văn học Goncourt" của họ để trả thù lao cho 10 nhà văn 6,000 francs bằng vàng mỗi năm, và lập ra Giải Goncourt hàng năm với khoản tiền thưởng 5.000 francs bằng vàng .
Việc thi hành ý nguyện của người chết - được chính ông ta phó thác cho Alphonse Daudet và Léon Hennique - đã gặp sự chống đối của gia đình ông và cuộc tranh chấp pháp lý diễn ra kéo dài tới ngày 1.3.1900, khiến cho việc lập hội văn học Goncourt bị chậm trễ, mãi tới năm 1900 mới đủ số hội viên và phải tới năm 1903 mới trao giải Goncourt lần đầu..
Alphonse Daudet đã qua đời trước khi được trao một ghế trong hội, ghế này đã được trao cho con ông là Léon Daudet, còn Léon Hennique được trao một ghế.
Hội văn học Goncourt họp trong một bữa ăn trưa hàng tháng (ngày thứ Ba đầu tiên trong tháng, ngoại trừ tháng 8), từ năm 1903 tới năm 1919 trong các tiệm ăn khác nhau ở Paris, sau đó kể từ năm 1920, chỉ họp và ăn ở tiệm ăn Drouant tại phố Gaillon (Quận 2).

## Các hội viên hiện nay
- Edmonde Charles-Roux, được bầu ngày 13.9.1983, chủ tịch từ tháng 2/2002
- Didier Decoin, được bầu năm 1995, hiện là tổng thư ký
- Françoise Chandernagor, được bầu tháng 6/1995
- Bernard Pivot, được bầu ngày 5.10.2004
- Tahar Ben Jelloun, được bầu ngày 6.5.2008
- Patrick Rambaud, được bầu ngày 6.5.2008
- Régis Debray, được bầu ngày 11.1.2011 thay Michel Tournier giữ chức hội viên danh dự
- Philippe Claudel, được bầu ngày 11.1.2012
- Pierre Assouline, được bầu ngày 11.1.2012 thay Françoise Mallet-Joris giữ chức hội viên danh dự
- Paule Constant, được bầu ngày 8.1.2013

## Danh sách hội viên theo ghế
| 1900-1942: Léon Daudet 1942-1944: Jean de La Varende 1944-1954: Colette 1954-1970: Jean Giono 1971-1977: Bernard Clavel 1977-2004: André Stil 2004-: Bernard Pivot | 1900-1907: Joris-Karl Huysmans 1907-1910: Jules Renard 1910-1917: Judith Gautier 1918-1924: Henry Céard 1924-1939: Pol Neveux 1939-1948: Sacha Guitry 1949-1983: Armand Salacrou 1983-: Edmonde Charles-Roux | 1900-1917: Octave Mirbeau 1917-1947: Jean Ajalbert 1947-1973: Alexandre Arnoux 1973-1995: Jean Cayrol 1995-: Didier Decoin                   | 1900-1940: J.-H. Rosny aîné 1940-1942: Pierre Champion 1943-1971: André Billy 1971-2012: Robert Sabatier 2013: Paule Constant                       | 1900-1948: J.-H. Rosny jeune 1948-1967: Gérard Bauër 1967-1968: Louis Aragon 1969-1983: Armand Lanoux 1983-2008: Daniel Boulanger 2008-: Patrick Rambaud |
| 1900-1935: Léon Hennique 1936-1950: Léo Larguier 1951-1977: Raymond Queneau 1977-2008: François Nourissier 2008-: Tahar Ben Jelloun                                | 1900-1918: Paul Margueritte 1919-1923: Émile Bergerat 1924-1937: Raoul Ponchon 1938-1948: René Benjamin 1949-1971: Philippe Hériat 1972-2011: Michel Tournier 2011-: Régis Debray                            | 1900-1926: Gustave Geffroy 1926-1929: Georges Courteline 1929-1973: Roland Dorgelès 1973-1995: Emmanuel Roblès 1995-: Françoise Chandernagor | 1900-1925: Élémir Bourges 1926-1937: Gaston Chérau 1937-1958: Francis Carco 1958-1996: Hervé Bazin 1996-2011: Jorge Semprún 2012-: Philippe Claudel | 1900-1949: Lucien Descaves 1950-1970: Pierre Mac Orlan 1970-2011: Françoise Mallet-Joris 2012-: Pierre Assouline                                         |